# Othala

Otala tradicional

Othala (ᛟ) (em português: Otala), também conhecida como ēðel e odal, é uma runa que representa as letras ‘’o’’ e ‘’œ’’ nos sistemas de escrita do Futhark antigo e do Futhorc anglo-saxão. O nome deriva da língua protogermânica: *ōþala- "herança".  O seu uso registou-se em Inglaterra até ao século XII.
Tal como outros símbolos usados historicamente na Europa como a suástica ou a cruz celta, a otala foi cooptada pelo Partido Nazi bem como presentemente por grupos dissidentes de extrema-direita, sendo também usada noutros contextos, como o paganismo e as obras de J.R.R. Tolkien.

## Nome
O único nome atestado da runa é em inglês antigo: ēþel , que significa "pátria". Com base nisso bem como em cognatos de outras línguas germânicas como o Norse antigo e o Frísio antigo, "o" em língua protogermânica: *ōþalą pode ser reconstruída, significando "terra ancestral", "a terra pertencente a um parente" e, por extensão, a "propriedade" ou "herança", por sua vez derivado do protogermânico: *aþalą, que significa "nobreza" e "disposição".

### Origem

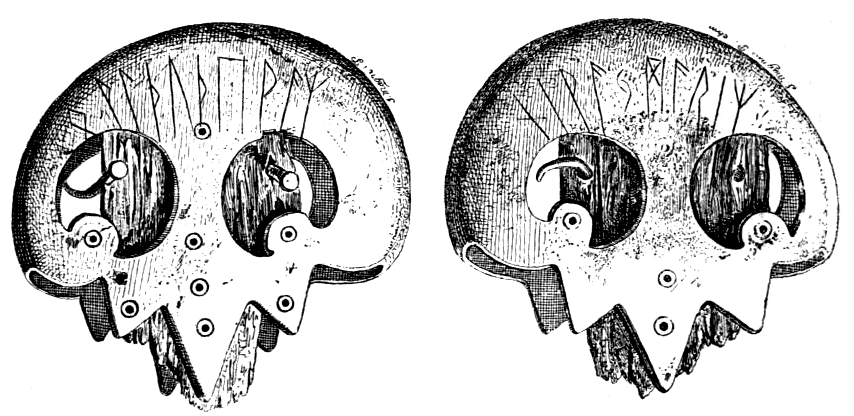
Ilustração da capela de Thorsberg a mostrar as inscrições rúnicas em ambos os lados

O termo "odal" refere-se às leis escandinavas de herança que estabeleciam direitos fundiários para as famílias que possuíam aquela parcela de terra ao longo de várias gerações, restringindo a sua venda a terceiros. Entre outros aspectos, isto protegia os direitos de herança das filhas contra homens de fora da família imediata.  Algumas dessas leis permanecem em vigor até hoje na Noruega como o "Odelsrett" (direito alodial). A tradição da lei Udal encontrada em Shetland, Orkney e na Ilha de Man é da mesma origem.

## Otala para os anglo-saxões
As runas anglo-saxônicas preservam o conjunto completo de 24 runas do Futhark antigo, além de introduzirem inovações, mas em alguns casos essas runas recebem novos valores sonoros devido às mudanças sonoras anglo-frísias . A runa otala é um desses casos: o som o no sistema anglo-saxão é agora expresso por ōs ᚩ, uma derivação da antiga runa Ansuz; a runa otala é conhecida no inglês antigo como ēðel (com trema devido à forma ōþila- ) e é usada para expressar um som œ, mas é atestada apenas raramente na epigrafia (além de simplesmente aparecer em uma linha futhark). Em algumas inscrições rúnicas, como no Seax de Beagnoth, e mais comumente em manuscritos, otala é escrito com uma única linha vertical em vez de duas pernas diagonais devido à sua forma mais simples.

## Uso moderno pela extrema-direita

### Utilizações

Bandeira do Volksdeutsche

O símbolo derivado de othala com asas ou pés ( serifas ) era o distintivo do SS Race and Settlement Main Office, que era responsável por manter a pureza racial da Schutzstaffel (SS) nazista .  Foi também o emblema dos alemães étnicos ( Volksdeutsche) da 7ª Divisão de Montanha Voluntária SS Prinz Eugen operando durante a Segunda Guerra Mundial no Estado Independente da Croácia, patrocinado pela Alemanha nazista.
Em novembro de 2016, a liderança do Movimento Nacional Socialista anunciou sua intenção de substituir a suástica de padrão nazista pela runa othala em seus uniformes e insígnias partidárias, em uma tentativa de entrar na política dominante.   A runa foi posteriormente usada, junto com outros símbolos tradicionais das culturas europeias, como uma runa Tiwaz e uma cruz celta, e slogans associados ao nazismo e ao extremismo de extrema direita pelo atirador da mesquita de Christchurch, Brenton Harrison Tarrant.
A Frente Heathen foi um grupo neonazista, ativo durante os anos 1990 a 2005, que defendeu uma forma racista de paganismo .  Descreveu suas ideias como odalismo em referência ao nome alternativo para othala.
Em abril de 2014, a empresa britânica de roupas Topman pediu desculpas após usar a runa othala em uma de suas linhas de roupas, devido ao seu uso por grupos de extrema direita.
Na Conferência de Ação Política Conservadora (CPAC), realizada em Orlando, Flórida, de 25 a 28 de fevereiro de 2021, o layout do piso do palco principal lembrava a runa otala, levando à especulação nas redes sociais sobre o motivo pelo qual esse design foi escolhido. O presidente do CPAC, Matt Schlapp, disse que as comparações eram "ultrajantes e caluniosas".  A empresa de design Design Foundry posteriormente assumiu a responsabilidade pelo design do palco, dizendo que "pretendia proporcionar o melhor uso do espaço, dadas as restrições do salão de baile e os requisitos de distanciamento social". Ian Walters, diretor de comunicações da ACU e CPAC, disse que iriam parar de usar o Design Foundry.

## Na cultura popular
A Liga Antidifamação observa que, por fazer parte do alfabeto rúnico, a runa othala é amplamente utilizada de uma forma não racista e deve ser interpretada em conjunto com o seu contexto, considerando contudo um símbolo de ódio contextual.
Tal como acontece com outras runas históricas, a otala é usada por J.R.R. Tolkien em O Hobbit como visto no mapa de Erebor de Thror, e como base para os sistemas de escrita anões Cirth usados em O Senhor dos Anéis e descritos no Legendarium de Tolkien. A otala é também é usado como símbolo para o recurso "Lore" em Northgard, lançado em 2018.